# Partit Independent de Moçambic
El Partit Independent de Moçambic (PIMO) és un petit partit polític de Moçambic fundat en 1992, de tendència islamista.
Atès que la llei electoral de Moçambic prohibeix els partits amb orientació regional o religiosa, el partit tractava d'ocultar la seva orientació islàmica superficial, raó per la qual en les seves sigles canvià la "I" en PIMO d'islamista per "independent", ja que les autoritats l'amenaçaren amb dissoldre'l si es manifestava públicament com a islamista.
En el seu acte de presentació, el partit basa els seus principis en l'Islam, exigeix un comportament moral i critica la corrupció al país.
El seu president, Yaqub Sibindy, ha estat candidat presidencial a les eleccions generals de Moçambic de 1994, on va obtenir només l'1,03 % dels vots, i a les eleccions generals de Moçambic de 2004, on va obtenir el 0,91 % dels vots.